# Warhammer 40,000: Darktide
Warhammer 40,000: Darktide est un jeu vidéo d'action et d'aventure à la première personne, développé et édité par le studio suédois Fatshark. Il sort le 30 novembre 2022 sur Microsoft Windows.Situé dans l'univers de Warhammer 40,000, le jeu utilise un système similaire à celui de Warhammer: Vermintide 2, précédemment développé par Fatshark, et dans lequel quatre joueurs coopèrent pour vaincre des vagues d'ennemis contrôlés par l'IA,.

## Accueil
Warhammer 40,000: Darktide reçoit à sa sorti un accueil critique « mitigé », recevant la note de 74/100 sur l'agrégateur Metacritic.